# SoftBank 708SC
SoftBank 708SC（ソフトバンク ななまるはち エスシー）は韓国のサムスン電子が開発したソフトバンクモバイルのW-CDMAおよびGSM通信方式のストレート型携帯電話端末である。

## 主なサービス・機能
- ミュージックプレイヤー　AAC方式に対応。
- Bluetooth
- マルチリンガル　日本語・韓国語・英語表示に対応。
- ドキュメントビューアー

| 主な対応サービス   | 主な対応サービス | 主な対応サービス | 主な対応サービス |
| ------------------ | ---------------- | ---------------- | ---------------- |
| サークルトーク     | ホットステータス | Yahoo!mocoa      | S!ループ         |
| S!タウン           | ライブモニター   | S!CAST           | S!FeliCa         |
| S!ケータイ動画     | PCサイトブラウザ | 電子コミック     | S!アプリ         |
| 着うたフル／着うた | アレンジメール   | S!アドレスブック | 3Gお天気アイコン |
| レコメール         | TVコール         | 国際ローミング   | S!GPSナビ        |
| デルモジ表示       | ワンセグ         | 3G ハイスピード  | おなじみ操作     |

横型QVGA液晶のため、S!アプリに非対応。

## 特徴
なんと言ってもW-CDMA通信方式で世界最薄の厚さ約8.4mmである。この薄さ（スーツの胸ポケットにも収まる）からなる傑出した携帯性と、中間色のカラーバリエーションから、メーカーはこの708SCをビジネスマン向けの端末と位置づけていた。ディスプレイのサイズは1.9インチと小さい方ではあるが、メーカーが『ランドスケープ型液晶』と名づけた横型になっており、メールやYahoo!ケータイの閲覧やカメラ撮影の際に便利である。また、なだらかな曲線を巧妙に織り交ぜた筐体デザインのため、同じストレート端末でも、完全な直方体デザインのNTTドコモのD703iと違って手に馴染みやすい。しかし、905SHや911SHのようなワイド対応S!アプリ対応という仕様にして欲しかったという意見もある。

## 付属品
- 電池パック
- 急速充電器
- ステレオイヤホンマイク
- USBケーブル
- ユーティリティーソフトウェア

## 沿革
- 2006年11月20日　テュフ・ラインランド・ジャパン(TUV)による技術基準適合証明の工事設計認証（工事設計認証番号005XYAA0045、005NYDA0114）
- 2006年12月21日　TUVによる技術基準適合認定の設計認証 （設計認証番号A06-0022005）
- 2007年3月7日　　発売